# Zagórzany (powiat wielicki)
Zagórzany – wieś w Polsce położona w województwie małopolskim, w powiecie wielickim, w gminie Gdów. W latach 1975–1998 miejscowość administracyjnie należała do województwa krakowskiego.

## Położenie
Miejscowość znajduje się na Pogórzu Wiśnickim. Zabudowania i pola Zagórzan znajdują się w dolinie Kudzielskiego Potoku (dopływ Raby), oraz na wznoszących się po obydwu stronach tej doliny wzgórzach o wysokości dochodzącej do 351 m. Przez miejscowość przebiega droga Gdów – Łapanów. Zagórzany graniczą z miejscowościami: Zalesiany, Lubomierz, Zręczyce, Podolany, Łapanów.

## Części wsi
Integralne części wsi Zagórzany: Borek, Dąbrowy, Dudy, Koziarki, Packi, Podlas, Resztówka, Rola, Sakówka, Sotołówka, Szczałb, Zalas, Zarębówka.

## Zabytki
Obiekt wpisany do rejestru zabytków nieruchomych województwa małopolskiego.
- Zespół dworski: dwór, park.